# (5431) Maxinehelin
(5431) Maxinehelin (1988 MB) – planetoida z pasa głównego asteroid okrążająca Słońce w ciągu 3,55 lat w średniej odległości 2,33 j.a. Odkryta 19 czerwca 1988 roku.